# Silvio Ruberti
Silvio Ruberti (Verona, 5 gennaio 1892 – ...) è stato un calciatore italiano, di ruolo difensore.

## Carriera
Militò nell'Hellas Verona dal 1910 fino al termine della stagione 1919-1920, giocando complessivamente 41 partite in massima serie.